# Caractère unilitère en hiéroglyphe égyptien
Un caractère unilitère en hiéroglyphe égyptien est un symbole qui représente une consonne ou une voyelle.
Dans la langue écrite égyptienne, il existe trois types de phonogrammes : ceux qui représentent une valeur simple (appelés unilitères comme les signes alphabétiques), ceux qui en représentent deux (appelés bilitères) comme le x , « cs » de l'alphabet français et ceux qui en représentent trois (appelé trilitères).

## Tableau de caractères unilitères
| G1 |

| G1 |

| M17 |

| M17 |

| M17 | M17 |

| M17 | M17 |

| Z4 |

| Z4 |

| D36 |

| D36 |

| G43 |

| G43 |

| Z7 |

| Z7 |

| D58 |

| D58 |

| Q3 |

| Q3 |

| I9 |

| I9 |

| G17 |

| G17 |

| Aa15 |

| Aa15 |

| N35 |

| N35 |

| S3 |

| S3 |

| D21 |

| D21 |

| O4 |

| O4 |

| V28 |

| V28 |

| Aa1 |

| Aa1 |

| F32 |

| F32 |

| O34 |

| O34 |

| S29 |

| S29 |

| N37 |

| N37 |

| N29 |

| N29 |

| V31 |

| V31 |

| V31A |

| V31A |

| W11 |

| W11 |

| X1 |

| X1 |

| V13 |

| V13 |

| V14 |

| V14 |

| D46 |

| D46 |

| I10 |

| I10 |

Les signes ȝ, j, y et w sont appelés semi-consonnes, car ils ont tantôt la valeur d'une consonne, tantôt celle d'une voyelle ; ṯ et ḏ sont des consonnes doubles représentant tj et dj.

### Les semi-consonnes
- Le « yogh ȝ » (ici utilisé à la place de l'alef Ꜣ traditionnel) se prononce par un coup de glotte comme dans le mot « haricot ». Usuellement prononcé par un « a » léger. Il correspond à l'« Aleph א » hébreu et est souvent transcrit « a ».

C'est une consonne occlusive glottale ou coup de glotte.
- Le « coup de glotte réfléchi ˁ » (ici utilisé à la place de l'ain ꜥ traditionnel) se prononce par un « a » du fond de la gorge. Il correspond au « ʿAyn ع » arabe et est souvent transcrit « â » ou « ê ».

C'est une consonne fricative pharyngale voisée.
- Le j et le y ont la même valeur phonétique et se prononcent « y » comme dans le mot anglais « yacht ». Il correspond au « Yod י » hébreu et est transcrit « j » ou « y » par l'école allemande.

C'est une consonne spirante palatale voisée.
- Le w se prononce « wou » comme dans le mot « ouate ». Il est souvent transcrit w par l'école anglaise.

C'est une consonne spirante labio-vélaire voisée

### Les consonnes
Celles qui suivent se prononcent de la même manière qu'en français, tout du moins de la même manière que dans les exemples cités.
- Le b se prononce comme dans le mot « boite ».
- Le p se prononce comme dans le mot « pied ».
- Le f se prononce comme dans le mot « feuille ».
- Le m se prononce comme dans le mot « maire ».
- Le n se prononce comme dans le mot « nuit ».
- Le s / z se prononce comme dans le mot « souris » ou comme dans le mot « zoo » à l'Ancien Empire.
- Le k se prononce comme dans le mot « castor ».
- Le g se prononce comme dans le mot « guitare ».
- Le t se prononce comme dans le mot « taupe ».
- Le d se prononce comme dans le mot « dos ».

le r est à part :
- Le r se prononce par un « r » roulé comme dans le mot espagnol « perro ». Il correspond au « Resh ר » hébreu. Il se prononce parfois « l » comme dans le mot « lion ».

C'est une consonne roulée alvéolaire voisée
Il y a quelque consonnes que l'on ne retrouve pas dans l'alphabet latin :
- Le « s caron (ou hatchek) š » est un s avec un caron et se prononce « ch » comme dans le mot « chat ».

C'est une consonne fricative palato-alvéolaire sourde
- Le « k point souscrit ḳ » est un k avec un point souscrit et se prononce comme un « q » du fond de la bouche, il correspond au « Qāf ق » arabe.

C'est une consonne occlusive uvulaire sourde
- Le « t macron souscrit ṯ » est un t avec un macron souscrit et se prononce « tye » comme dans le mot « tiers ». Il finit par se confondre avec le son « t ».
- Le « d macron souscrit ḏ » est un d avec un macron souscrit et se prononce « dye » comme dans le mot « dieu ». Il finit par se confondre avec le son « d ».

### Les quatre «h»
Les quatre forme de h sont aussi des consonnes.
- h1 « h » se prononce par un h aspiré comme dans le mot anglais « hello ».

C'est une consonne fricative glottale sourde
- h2 « h point souscrit ḥ » est un h avec un point souscrit, c'est un h emphatique (doublement aspiré) qui se prononce comme dans le nom arabe « Mohamed ».

C'est une consonne fricative pharyngale sourde
- h3 « h brève souscrite ḫ » est un h avec une brève souscrite et se prononce « r » comme dans le mot allemand « achtung ». Il est souvent transcrit « kh ».

C'est une consonne fricative vélaire sourde
- h4 « h macron souscrit ẖ » est un h avec un macron souscrit et se prononce « sh » comme dans le mot allemand « ich ».

C'est une consonne fricative palatale sourde